# شي غوردون
شي غوردون (بالإنجليزية: Shea Gordon)‏ هو لاعب كرة قدم بريطاني في مركز الوسط، ولد في 16 مايو 1998 في Derryloughan, County Tyrone ‏ في المملكة المتحدة. شارك مع منتخب أيرلندا الشمالية تحت 21 سنة لكرة القدم. أما مع النوادي، فقد لعب مع Dungannon Swifts F.C. ‏.

## وصلات خارجية
- شي غوردون على موقع قاعدة بيانات كرة القدم.إي يو (الإنجليزية)
- شي غوردون على موقع Soccerbase.com (لاعب) (الإنجليزية)
- شي غوردون على موقع Soccerway.com (الإنجليزية)
- شي غوردون على موقع عالم كرة القدم.نت (الإنجليزية)